# Rietkikkers
Rietkikkers (Hyperoliidae) zijn een familie uit de orde kikkers (Anura). De groep werd voor het eerst wetenschappelijk beschreven door Raymond Ferdinand Laurent in 1943. Oorspronkelijk werd de wetenschappelijke naam Hyperoliinae gebruikt.

## Algemeen
Rietkikkers komen uitsluitend voor in Afrika en het oostelijk gelegen eiland Madagaskar. Veel soorten worden slechts enkele centimeters lang, sommige soorten hebben een huid met bonte kleuren en opvallende tekeningen. Ondanks de geringe lengte kan een groot aantal soorten een enorm kabaal maken, met name in de paartijd zijn de mannetjes zeer luidruchtig.
Veel soorten zijn nog niet goed bestudeerd; met name in conflictgebieden als westelijk Afrika, waar veel soorten leven, is nog weinig onderzoek gedaan naar de rietkikkers. Veel soorten zijn zelfs nog niet ontdekt; in 2015 werden drie soorten uit het geslacht Hyperolius beschreven en de soort Hyperolius drewesi is pas sinds 2016 bekend.

## Taxonomie
Er zijn ongeveer 225 soorten verdeeld over 17 geslachten, waarvan er 8 monotypisch zijn en slechts een enkele soort bevatten. Tot voor kort werden de soorten uit het geslacht Leptopelis als een aparte onderfamilie (Leptopelinae) van de rietkikkers gezien. Deze onderfamilie is tegenwoordig ingedeeld bij de familie Arthroleptidae. Onderstaand zijn alleen de bekendere soorten weergegeven.
- Familie Hyperoliidae
  - Geslacht Acanthixalus
  - Geslacht Afrixalus
  - Geslacht Alexteroon
  - Geslacht Arlequinus
  - Geslacht Callixalus
  - Geslacht Chrysobatrachus
  - Geslacht Cryptothylax
  - Geslacht Heterixalus
  - Geslacht Hyperolius
  - Geslacht Kassina
  - Geslacht Kassinula
  - Geslacht Morerella
  - Geslacht Opisthothylax
  - Geslacht Paracassina
  - Geslacht Phlyctimantis
  - Geslacht Semnodactylus
  - Geslacht Tachycnemis